# Karol Fako
Karol Fako (24. listopadu 1931 Bratislava, Československo – 21. února 2020) byl československý hokejový útočník (centr), který nejlepší léta své hokejové kariéry odehrál za bratislavský Slovan a reprezentoval Československo na několika mezinárodních turnajích. Vrcholově se věnoval rovněž fotbalu.
Je členem slovenské hokejové síně slávy.

## Hráčská kariéra
Po prvních hokejových krůčcích u bratislavských Saleziánů hrál za ŠK Bratislava, velice brzy následoval přestup do Slovan Bratislava. Již v 17 letech poznal, co to znamená mít na sobě ligový dres. O rok později, v 18 letech okusil i reprezentaci. Poté, co byl rozpuštěn reprezentační tým a větší část hráčů byla po vymyšlených soudních procesech uvězněna, bylo vytvořeno nové mužstvo. Karel Fako byl mezi těmi, kteří se prosadili.
V období let 1952–1956 absolvoval základní vojenskou službu, během které prošel několika oddíly – ATK Praha, ÚDA Praha, Tankista Praha. Po jejím skončení následoval návrat do Slovanu Bratislava, kde vydržel až do roku 1964. Hokejovou kariéru zakončil jednou sezónou v druholigovém Slovanu Hodonín.
V nejvyšší ligové soutěži odehrál 14 sezón, což představuje 311 zápasů a 121 vstřelených gólů.
I přes jeho nízký věk při premiéře v reprezentačním dresu během let 1951–1960 odehrál pouze 21 zápasů, ve kterých vstřelil 9 gólů. Jeho jediným šampionátem bylo úspěšné vystoupení na ME 1959, když v našem závěrečném zápase vyhrál při power play Kanady buly, posunul puk k obránci Rudolfovi Potschovi, který mu ho vrátil. Následně poslal do brejku Miroslava Vlacha, který vstřelil gól na 5:3, čímž definitivně byla potvrzena bronzová medaile pro československý tým.

## Trenérská kariéra
Po skončení kariéry pracoval opakovaně jako trenér v Slovanu Bratislava, dále působil u týmu Spartak BEZ Bratislava, okusil i trenérská místa v zahraničí – v Rakousku strávil 5 sezón, ve Švýcarsku vydržel 7 sezón a v Itálii dvě sezóny, trénoval také československou juniorku společně s Karlem Gutem. Vedl také společně s Júliusem Černickým v Bratislavě hokejovou školu malých dětí ve věku od čtyř do deseti let.

## Fotbalová kariéra
V nejvyšší fotbalové soutěži nastupoval v sezoně 1956 za Spartak Trnava, aniž by skóroval.

## Ligová bilance
| Ročník                                | Zápasy | Góly | Minuty | Klub           |
| ------------------------------------- | ------ | ---- | ------ | -------------- |
| 1. československá fotbalová liga 1956 | 7      | 0    | 630    | Spartak Trnava |
| CELKEM 1. liga                        | 7      | 0    | 630    |                |